# Joanna Glass
Joanna McClelland Glass, född 7 oktober 1936 i Saskatoon, Saskatchewan, är en kanadensiskfödd amerikansk dramatiker och författare.

### I svensk översättning
- 1984 – Woman Wanted (roman, filmatiserad 1999[5])
  - 1986 – Kvinna sökes, översättning av Monica Scheer (Forum)